# Германид натрия
Германид натрия — бинарное неорганическое соединение
натрия и германия с формулой NaGe,
кристаллы.

## Получение
- Нагревание до смеси чистых веществ в атмосфере аргона:

{\displaystyle {\mathsf {Na+Ge\ {\xrightarrow {700^{o}C}}\ NaGe}}}

## Физические свойства
Германид натрия образует кристаллы с металлическим блеском
моноклинной сингонии,
пространственная группа P 21/c,
параметры ячейки a = 1,233 нм, b = 0,670 нм, c = 1,142 нм, β = 119,9°, Z = 16.
Во влажном воздухе медленно выделяет герман (характерный запах).